# Kerstin Asp-Johnsson
Kerstin Asp-Johnsson (Geburtsname: Kerstin Asp; * 10. Juni 1942 in Stockholm) ist eine schwedische Diplomatin, die unter anderem zwischen 1994 und 1997 Botschafterin in Portugal sowie von 1997 bis 2001 Botschafterin in Finnland war.

## Leben
Kerstin Asp-Johnsson, Tochter des Ingenieurs Christer Asp und Greta Löfgren, begann nach dem Abitur (Studentexamen) 1962 ein Studium in den USA und war zwischen 1963 und 1964 Mitarbeiterin des Swedish Information Service in New York City. Nach ihrer Rückkehr setzte sie ihr Studium fort und schloss dieses 1968 als Filosofie kandidat ab. Danach absolvierte sie von 1968 bis 1970 eine Ausbildung für den diplomatischen Dienst und wurde 1970 als Attachée in den Dienst des Außenministeriums (Utenriksdepartementet) übernommen. Nach einer ersten Verwendung von 1971 bis 1974 an der Botschaft in Finnland, war sie zwischen 1974 und 1975 Mitglied der Delegation bei der Europäischen Sicherheitskonferenz (ESK) in Genf, aus der 1975 die Konferenz über Sicherheit und Zusammenarbeit in Europa (KSZE) hervorging. Sie war zwischen 1976 und 1977 Ministerialsekretärin (Departementssekreterare) in der Politischen Abteilung sowie von 1977 bis 1978 Sekretärin der Delegation bei der KSZE-Folgebesprechung in Belgrad. Im Anschluss wurde sie 1978 zum Schwedischen Institut SI (Svenska institutet) abgeordnet, eine Behörde mit der Aufgabe, mit Unterstützung der schwedischen Botschaften und Generalkonsulate Wissen über Schweden im Ausland zu vermitteln und den Austausch mit anderen Ländern auf den Gebieten Kultur, Forschung und Gesellschaft zu fördern und damit schwedische Interessen zu unterstützen, und war bis 1980 Leiterin der Informationsabteilung des Instituts.
Daraufhin fungierte Kerstin Asp-Johnsson zwischen 1981 und 1983 als Leiterin des Informationsbüros des Außenministeriums und war zeitgleich Vorstandsmitglied des Svenska institutet, ehe sie von 1983 bis 1989 als Kulturattaché an der Botschaft im Vereinigten Königreich fungierte. Nach ihrer Rückkehr war sie zwischen 1989 und 1993 Protokollchefin des Außenministeriums. Am 15. Mai 1991 wurde ihr das Großkreuz des portugiesischen Ordens des Infanten Dom Henrique verliehen.
In dieser Zeit gehörte sie ferner von 1990 bis 1994 dem Vorstand der 1976 in Stockholm gegründeten Volksoper (Folkoperan) als Mitglied an und ist zudem seit 1993 Mitglied der Schwedisch-Amerikanischen Stiftung. 1994 löste sie Göran Hasselmark als Botschafterin in Portugal ab und verblieb auf diesem Posten in Lissabon bis zu ihrer Ablösung durch Krister Isaksson 1997. Sie selbst wiederum übernahm 1997 von Mats Bergquist das Amt als Botschafterin in Finnland und hatte diese Funktion in Helsinki bis 2001 inne, woraufhin Ulf Hjertonsson ihre dortige Nachfolge antrat.
Anschließend wurde Kerstin Asp-Johnsson im Außenministerium als Botschafterin eingesetzt. Nachdem Olle Wästberg 2004 vom Amt als Generalkonsul abberufen wurde, wurde sie vom Außenministerium als mögliche Nachfolgerin nominiert. Allerdings wurde ihre Ernennung vom Büro des Ministerpräsidenten Göran Persson abgelehnt. Dann schlug Außenministerin Laila Freivalds Kristina Rennerstedt, die damalige Generaldirektorin des Staatlichen Kulturrates (Statens kulturråd), vor, die von Ministerpräsident Persson ebenfalls abgelehnt wurde. Stattdessen stellte Persson seinen eigenen Kandidaten vor, Staatssekretär Claes Ljungh, der mit seiner Frau zwei der sechs Gäste bei Perssons Hochzeit war. Doch als die Boulevardzeitung Expressen schrieb, dass Ljungh ein Kandidat für das Amt des Generalkonsuls sei, schied er aus. Außenministerin Freivalds unrernahm einen dritten Versuch und schlug die Botschafterin im Außenministerium, Eva Walder-Brundin, vor. Doch diese wurde vom Büro des Ministerpräsidenten Persson ebenfalls abgelehnt. Letztendlich wurde Kjell Anneling, der unter anderem zwischen 1987 und 1990 Botschafter in Neuseeland, von 1993 bis 1997 Botschafter in Norwegen, zwischen 1997 und 2002 Botschafter in der Volksrepublik China war, 2004 neuer Generalkonsul in New York City.
Kerstin Asp war von 1977 bis zu dessen Tode 2018 mit dem Journalisten Hans-Ingvar Johnsson (1933–2018) verheiratet, der zwischen 1975 und 1981 Chefredakteur der Tageszeitung Dagens Nyheter war.